# Bárion Xi-sub-b

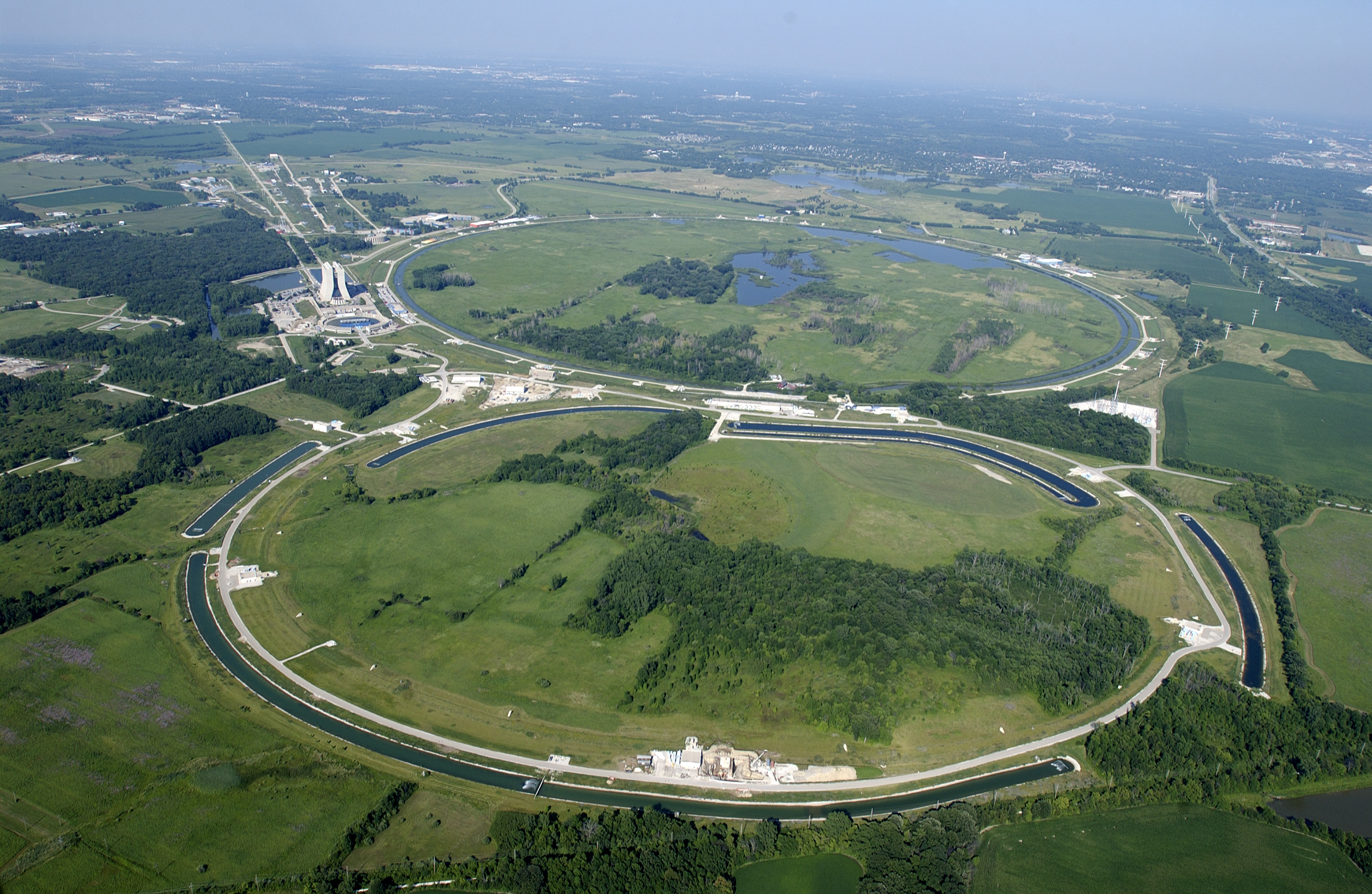
Fermilab com os anéis do Tevatron, local da descoberta desta partícula.

O bárion Xi-sub-b é uma nova partícula da natureza descoberta em 2011 pelo Fermilab. É formado de um quark up, um quark strange e um quark bottom(um quark pesado), significando com isso que possui seis vezes o peso de um próton ou de um nêutron, também formados por diferentes configurações dos quarks. Embora dure apenas uma fração de segundo antes de se desintegrar em partículas menores, o novo bárion foi observado 25 vezes pelo acelerador de partículas Tevatron, que antes já havia detectado outros bárions, o Sigma-sub-b, oXi-b-menos e o Omega-sub-b. Além disso, o bárion Lambda-sub-b foi descoberto no LHC.
A importância das novas partículas está em compreender como funciona a força nuclear forte, que solda os núcleos dos átomos.